# Michel Viotte
Michel Viotte est un réalisateur et écrivain français né le 1er septembre 1962 au Coteau (Loire).

## Éléments biographiques et créations
Né en 1962, il a des attaches familiales en Franche-Comté. Il effectue des études à l’École supérieure d'études cinématographiques de 1982 à 1984.
Ayant intégré des équipes de télévision, il acquiert de l'expérience dans différents films de fiction sur des postes de techniciens,, avant de se lancer, une dizaine d'années plus tard, dans ses propres réalisations cinématographiques. Réalisateur de nombreux documentaires pour la télévision, il est, en tant qu'écrivain, un spécialiste du cinéma hollywoodien sans être un historien,.

## Filmographie
- 1994 : La Mémoire des terres[7]
- 1994 : Avignon 1994[8]
- 1995 : Jack London, l'enfant secret du rêve californien[9]
- 1995 : D'un monde à l'autre[10]
- 1996 : Pierre Jakez Hélias, le conteur des merveilles[11]
- 1996 : Jack Kerouac, un rêve américain au temps d'Hiroshima[12]
- 1997 : Tortuga, l'île des flibustiers
- 1997 : Pirates des Caraïbes (c.m.)
- 1997 : À l'abordage !
- 1997 : Les Anges noirs de l'utopie
- 1997 : Ben Harper & the Innocent Criminals
- 1998 : René Goscinny, profession humoriste
- 1999 : Jay-Jay Johanson[13]
- 1999 : Au pays des totems[14]
- 1999 : Les Amants de l'aventure
- 2000 : Le Temps des Lumière
- 2001 : Jean Gabin, gueule d'amour
- 2001 : Quai des Bulles
- 2001 : De Superman à Spider-Man : L'aventure des super-héros[15],[16],[17]
- 2002 : Le Secret des Navajos
- 2003 : Caméras sauvages
- 2003 : Le Dernier Safari
- 2003 : Gérard Philipe, un homme, pas un ange
- 2004 : Louons maintenant les grands hommes[18]
- 2005 : Albert Richter, le champion qui a dit non[19]
- 2006 : Les Autres Hommes[4]
- 2006 : Avignon, cour d'honneur et champs de bataille
- 2006 : Philippe Caubère, l'enfance de l'art (c.m.)
- 2008 : L'Appel de la forêt
- 2008 : Partage de midi, acteurs en liberté
- 2008 : Une nuit au Nouveau Casino
- 2008 : Les Juments de la nuit, récit d'une création
- 2010 : Jean Malaurie, une passion arctique
- 2010 : La Route du Blues, avec Ladell McLin : de Chicago à Memphis
- 2010 : La Route du Blues, avec Ladell McLin : du Mississippi à la Louisiane
- 2010 : Histoires de jouets
- 2011 : Maori[4]
- 2012 : La Route du Western : du Montana au Rio Grande
- 2013 : La Guerre d'Hollywood : Unis sous le drapeau
- 2013 : La Guerre d'Hollywood : Sur tous les fronts[20]
- 2015 : Frank Sinatra ou l'âge d'or de l'Amérique[5]
- 2016 : Jack London, une aventure américaine[21],[22]
- 2019 : Le Chant du monde : du roman à la BD
- 2021 : Abysses, la conquête des fonds marins[23]
- 2023 : Homosexuels et lesbiennes face au nazisme
- 2025: Franco & Hollywood

## Ouvrages
- Africa (1999 – Arthaud / Arte éditions), de Michel Le Bris (préface, sélection et légendes des photographies par Michel Viotte)
- La Guerre d’Hollywood 1939-1945 (2013 – Éditions de la Martinière / France Télévisions)[6],[24],[25],[26],[27]
- Les Vies de Jack London (2016 – Éditions de la Martinière / Arte Éditions) (avec la collaboration de Noël Mauberret)[28]
- Jack London dans les mers du Sud (2017 – Éditions de la Martinière) (avec Marianne Pourtal Sourrieu)
- Abysses, l'odyssée des hommes sous la mer (2021 – Éditions de la Martinière) (avec la collaboration d'Olivier Dufourneaud)
- Les vies de Pierre Loti (2025 – Éditions de la Martinière) (avec la collaboration d'Alain Quella-Villéger)